# نقيل بيت الحيساني (بعدان)

تعديل مصدري - تعديل

نقيل بيت الحيساني محلة تابعة لقرية الحجر، التابعة لعزلة حيسان بمديرية بعدان إحدى مديريات محافظة إب في الجمهورية اليمنية، بلغ تعداد سكانها 77 حسب تعداد اليمن لعام 2004.